# Lina Loos
Lina Loos (9. října 1882 Vídeň – 6. června 1950 tamtéž) narozena jako Carolina Catharina Obertimpfler byla rakouská herečka a fejetonistka. Krátkou dobu (1902–1905) byla první manželkou architekta Adolfa Loose.

## Život
Lina Loos byla dcerou Carla Obertimpflera, obchodníka a kavárníka ve Vídni, a Karolíny rozené Ockermüllerové (1851–1922), která pocházela z bohaté sedlácké rodiny v Dolních Rakousech. Její bratr byl herec a režisér Karl Forest (nar. 1874), který se v roce 1944 stal obětí programu eutanazie v pečovatelském domě Lainz. Její sestra, spisovatelka Helene Dülberg (nar. 1875), zmizela beze stopy v roce 1908 poté, co oznámila svou sebevraždu.
Carl Obertimpfler provozoval kavárnu Casa piccola, která se nacházela na Mariahilfer Straße 1a. V patře nad kavárnou otevřela v roce 1904 Emilie Flöge a její sestry módní salon.
Lina Obertimpfler byla už od mládí obdivovanou kráskou. Mezi její obdivovatele patřili například Peter Altenberg, Egon Friedell nebo Franz Theodor Csokor. 21. července 1902 se tehdejší studentka herectví vdala za o dvanáct let staršího architekta Adolfa Loose. Svatba proběhla v jihomoravské Lednici. Jako svědkové byli přítomni interiérový designér a výrobce nábytku Max Schmidt a jeho bratr Karl Leo Schmidt. V roce 1903 byl dokončen byt manželů Loosových na Giselastraße 3 (od roku 1919 Bösendorferstraße) v centru Vídně. Zařízení bytu je nyní uloženo ve sbírkách Vídeňského muzea.
Manželství skončilo skandálem, když si Lina Loos začala románek se studentem Heinzem Langem (1885–1904). Když Adolf Loos našel Langovy milostné dopisy, Lina Loos svůj vztah s Langem ukončila. Heinz Lang si dne 27. srpna 1904 vzal život. Lina Loos odjela v lednu 1905 do Spojených států amerických, kde vystupovala s divadelní skupinou Heinricha Conrieda. Manželství s Adolfem Loosem bylo rozvedeno dne 19. června 1905.

### Zobrazení této aféry v literatuře
Arthur Schnitzler tento příběh zpracoval v divadelním fragmentu Slovo (Das Wort), který ale nebyl za jeho života publikován.
Lina Loos se zamýšlela nad vývojem svého manželství s Adolfem Loosem ve své hře Jak se člověk stává tím, čím je (Wie man wird was man ist), která byla objevena až po její smrti.

## Další kariéra

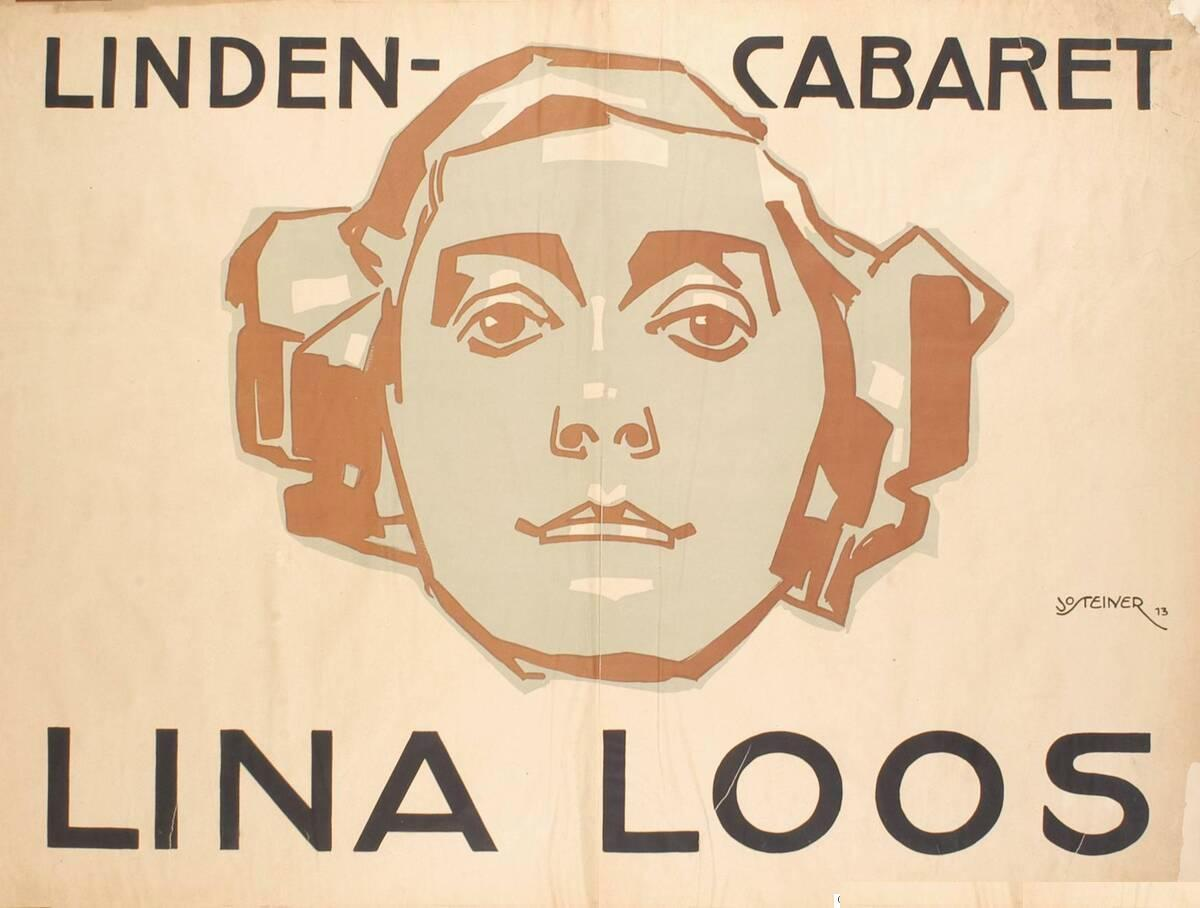
Plakát kabaretu Linden-Cabaret z roku 1913

Jako herečka a kabaretiérka vystupovala v New Yorku, Petrohradu, Lipsku, Frankfurtu a Berlíně. V Berlíně byla v letech 1910 až 1913 angažována v kabaretu Linden, kde vystupoval i Egon Friedell. Pod uměleckým jménem Lina Vetter vystupovala v kabaretech Fledermaus a Nachtlicht, poté v letech 1920 až 1922 v divadle Raimundově a v letech 1924 až 1933 ve Deutsches Volkstheater ve Vídni, kde dříve jako herec působil její bratr Karl Forest. V témže roce zde měla premiéru její jednoaktovka Mutter. Až do roku 1938 se objevovala ve většinou menších rolích ve vídeňských divadlech provozovaných Rudolfem Beerem (1924–1932 Volkstheater, 1933–1938 Scala).
Do roku 1943 příležitostně publikovala v Neues Wiener Tagblatt. Po roce 1945 se angažovala v ženském a mírovém hnutí, které mělo blízko ke Komunistické straně Rakouska. V březnu 1949 se stala předsedkyní Svazu demokratických žen a členkou rakouské mírové rady.

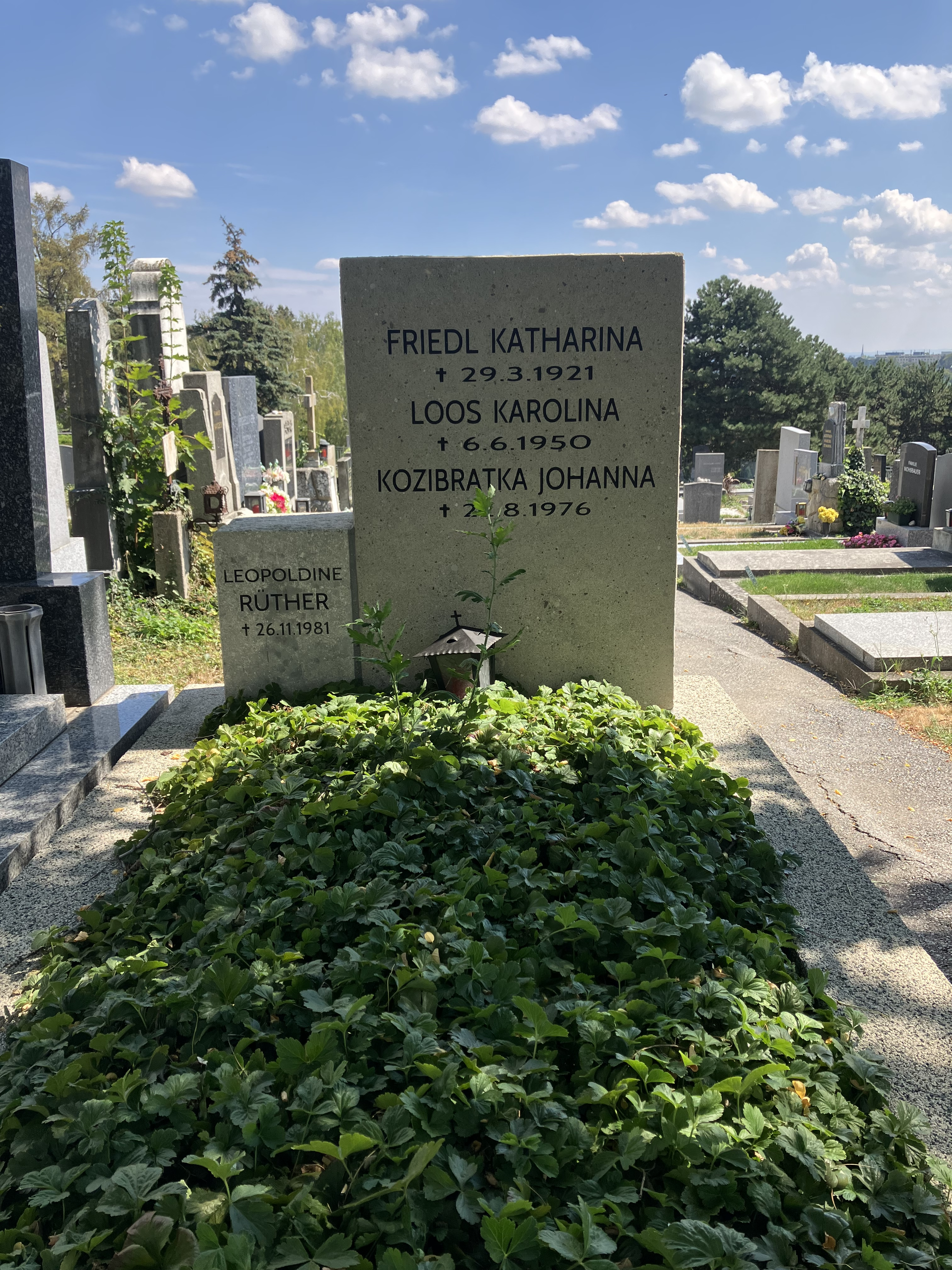
Hrob Liny Loos na hřbitově Sieveringer

Její Kniha bez názvu vyšla v roce 1947 a druhé vydání vyšlo vzápětí v roce 1948. Stala se členkou rakouského PEN klubu, jehož prezidentem se stal na mnoho let Franz Theodor Csokor, který se v roce 1947 vrátil do Vídně.
Zemřela dne 6. června 1950 po dlouhé nemoci ve vídeňské všeobecné nemocnici. Byla pohřbena dne 10. června 1950 na hřbitově Sieveringer Friedhof.

## Literární dílo
Od roku 1904 publikovala Lina Loos fejetony v novinách a časopisech (např. Neues Wiener Journal, Neues Wiener Tagblatt, Der Querschnitt, Die Dame). Její články se vyznačovaly vtipem, vyhraněnými formulacemi a kritickou bystrostí postřehů.
V letech 1946 až 1949 publikovala články v komunistickém kulturním časopise Österreichisches Tagebuch (později přejmenovaném na Wiener Tagebuch).
- Mutter (Matka). Drama. Wien : Gloriette-Verlag, 1921
- Kniha bez názvu (Das Buch ohne Titel. Erlebte Geschichten, Wien : Wiener Verlag, 1947; česky 2016, překlad Zdeněk Dan, ISBN 978-80-7349-490-2)
- Du silberne Dame du., korespondence. Posmrtně uspořádal Franz Theodor Csokor a Leopoldine Rüther. Wien : Zsolnay, 1966
- Wie man wird, was man ist. Lebens-Geschichten (Jak se člověk stává tím, čím je) vyšlo posmrtně. Wien : Deuticke, 1994, ISBN 3-216-30103-6
- Gesammelte Schriften (Sebrané spisy), 2003, ISBN 3-85167-149-X

## V populární kultuře
V březnu 2017 měl premiéru rakouský životopisný film Lina od režiséra Waltera Wehmeyera. Linu Loos ztvárnila herečka Sarah Bornová.